# Відчинені вікна
«Відчинені вікна» (англ. Open Windows) — кінофільм режисера Начо Вігалондо, що вийшов на екрани 2014 року.

## Зміст
Нік — фанат актриси Джилл Годдард і редактор її неофіційного сайту. Він виграє конкурс, головний приз у якому — вечеря із зіркою після презентації її нового фільму. Під час онлайн репортажу з презентації, яка транслюється через сайт Ніка, лунає дзвінок і чоловік, який представився Кордом, оголошує йому, що вечеря скасована. Нік навіть не підозрює, що став пішаком у грі, мета якої — вбивство Джилл. Йому доведеться застосувати всю свою хитрість і знання, щоб виплутатися з цієї історії і врятувати улюблену актрису.

## Ролі
| Актор          | Роль          |
| -------------- | ------------- |
| Елайджа Вуд    | Нік Чемберс   |
| Саша Грей      | Джилл Годдард |
| Ніл Мескелл    | Корд          |
| Іван Гонзалез  | Тоні          |
| Треванте Роудс | -             |
| Хайме Оліас    | -             |
| Брайан Елдер   | -             |
| Улісс Лопез    | -             |
| Адам Дж. Ріб   | -             |
| Скотт Вейнберг | -             |

## Знімальна група
- Режисер — Начо Вігалондо
- Сценарист — Деніел Мас, Начо Вігалондо
- Продюсер — Белен Атьенса, Мерседес Гамеро, Енріке Лопес Лавиньє
- Композитор — Хорхе Магас

## Нагороди
Фільм отримав премії BloodGuts UK Horror Awards та Toronto After Dark Film Festival за найкращий монтаж (Бернат Вілаплана).